# 麥格尼斯 (阿肯色州)
麥格尼斯（英語：Magness）是一個位於美國阿肯色州獨立縣的市鎮。

## 地理
麥格尼斯的座標為35°42′11″N 91°28′52″W / 35.70306°N 91.48111°W，而該地的平均海拔高度為84米（即276英尺）。

## 人口
根據2020年美國人口普查的數據，麥格尼斯的面積為1.59平方千米，皆為陸地。當地共有人口220人，而人口密度為每平方千米138人。